# Герхард фон Вианден
Герхард фон Вианден (на немски: Gerhard von Vianden; † 19 април 1209 или 19 април 1210) от Вианден е абат на манастир Прюм (1184 – 1210) и от 1192 г. на Щавло-Малмеди.

## Биография
Той е син на граф Фридрих I фон Вианден († сл. 1156), фогт на манастир Прюм, и съпругата му. Брат е на Зигфрид I († сл. 1171), Фридрих II († сл. 1187) и на Аделхайд фон Вианден († 1207), омъжена за граф Алберт фон Молбах († 21 май 1177).
Герхард е през 1184 г. абат на Прюм, от 1191 г. абат на „Св. Ремакл“, абат на Щабло-Малмеди между 1198 и 1209 г. През 1190 г. той основава със сестра си Аделхайд графиня фон Молбах бенедиктинския женски манастир Нидерпрюм на територия на Графство Вианден и манастир Прюм. Други членове на графската фамилия, между тях Елизабет графиня фон Салм и Алверанда графиня фон Молбах, подаряват през следващите години земя на манастира. Герхард става фогт на Нидерпрюм.
Герхард сменя земи с племенника си граф Фридрих III фон Вианден в интерес и на двамата.
След двойния императорски избор през 1198 г. Герхард е на страната на Ото IV фон Брауншвайг, но след 1205 г., както племенника си, e на страната на папа Инокентий III и поддържа Фридрих III фон Хоенщауфен.